# Forest-Saint-Julien
Forest-Saint-Julien település Franciaországban, Hautes-Alpes megyében. Lakosainak száma 344 fő (2022. január 1.). Forest-Saint-Julien Ancelle, Buissard, Chabottes, Gap, La Rochette, Saint-Julien-en-Champsaur és Saint-Laurent-du-Cros községekkel határos.

## Népesség
A település népességének változása:
| Lakosok száma | 231  | 177  | 178  | 263  | 298  | 317  | 328  | 334  | 333  | 344  |
|               | 1968 | 1982 | 1990 | 2006 | 2013 | 2015 | 2017 | 2019 | 2020 | 2022 |